# Rempart gallo-romain de Toulouse
Le rempart gallo-romain de Toulouse est un ensemble fortifié situé à Toulouse, en France. Lors de sa construction sous le Haut-Empire il enserrait la cité romaine de Tolosa sur plus de 3 km de long. Il fut prolongé par une section le long de la Garonne durant les troubles du Bas-Empire. C'est le seul rempart connu en Gaule à utiliser principalement la brique (Opus testaceum) et la technique des caissons.

## Historique
Le rempart fut édifié dans les années 30 apr. J.-C., sous le Princeps Tibère (et aurait peut-être même été conçu par son prédécesseur Auguste), soit une quinzaine d'années après l'inauguration officielle de la nouvelle cité (en 14 apr. J.-C.).
Sa construction est liée au statut de colonie romaine de la ville antique de Toulouse. À l'instar des autres remparts du Haut-Empire le but premier n'est pas militaire mais décoratif et ostentatoire. Son style monumental, mâtiné d'influence hellénistique, en fait un parachèvement des monuments construits à cette époque (forum, temple, théâtre) et un symbole de la gloire de Rome et d'Auguste. Hors de portée des ressources financières locales, l'enceinte était un don de l'empereur.
Une section d'environ 300 m de long a été ajoutée au IVe siècle au sud-ouest, le long de la Garonnette, lors des invasions barbares.
Le rempart est inscrit au titre des monuments historiques depuis le 19 octobre 1990.

## Description
Étudiée depuis le XVIIe siècle, puis mise au jour de nombreuses fois lors de travaux d'aménagement de la ville ces dernières années, la physionomie de l'enceinte est aujourd'hui bien connue. Elle encercle une partie du centre historique de la ville de Toulouse.
Le rempart fait 3 km de long et englobe une superficie de 90 ha. Sa largeur a été mesurée à 2,4 m en différents points de fouilles, sa hauteur estimée était au minimum de 6 m et au maximum de 8 m. Il enferme la cité romaine de Tolosa sur les flancs sud, est, et nord. Le flanc ouest reste ouvert sur la Garonne.
Le rempart est renforcé par une tour tous les 40 m environ, soit rondes soit en U, ce qui fait une cinquantaine au total. La hauteur des tours est estimée entre 10 et 12 m.
Le rempart était percé de trois portes monumentales permettant d'accéder à la cité. Au sud la Porte narbonnaise, au nord La Porterie, et à l'est ce qui deviendra au Moyen Âge la porte Saint-Étienne.
L'enceinte toulousaine est la seule enceinte gallo-romaine à être bâtie principalement en brique en Gaule.

## Technique de construction
La découverte de plusieurs tronçons bien conservés en divers endroits du rempart gallo-romain (maison Seilhan au sud, place Saint-Pierre au nord, rue d'Aubuisson à l'est) ont permis d'observer en détail le mode de construction du rempart.
Les fondations sont coulées sur 2,8 mètres de largeur et 0,9 mètre de profondeur, constituées de blocs de pierre et de mortier de chaux. Ensuite une première assise de moellons calcaires alterne avec trois rangées de briques, puis de nouveau des moellons calcaires. Le mur du rempart est épais de 2,4 mètres.
La partie supérieure est construite différemment. Les faces extérieures sont élevées en brique et des murettes transversales, également en brique, les relient à intervalles réguliers, formant ainsi des caissons qui sont ensuite remplis d’opus caementicium, un mélange de mortier de chaux et de galets tirés du lit de la Garonne.

## Section du Bas-Empire
Au IVe siècle, une section de rempart de 200 à 300 m de long est ajoutée le long de la Garonnette, en face de l'île de Tounis, dans le prolongement sud-ouest du rempart du Haut-Empire. Sa vocation est défensive. S'appuyant sur l'escarpement de la terrasse de la Garonne à cet endroit, il permet de prévenir de possibles incursions venant du côté du fleuve.
Le musée de l'Institut catholique de Toulouse en conserve un pan de mur de 70 mètres de long, ainsi que les traces d'un fossé le longeant. Il est construit en briques, sur un soubassement qui intègre de nombreux éléments de récupération, en particulier des fragments de statues et de chapiteaux antiques, provenant peut-être des monuments funéraires de la voie aquitaine. En 1963, il est classé monument historique.

## Galerie

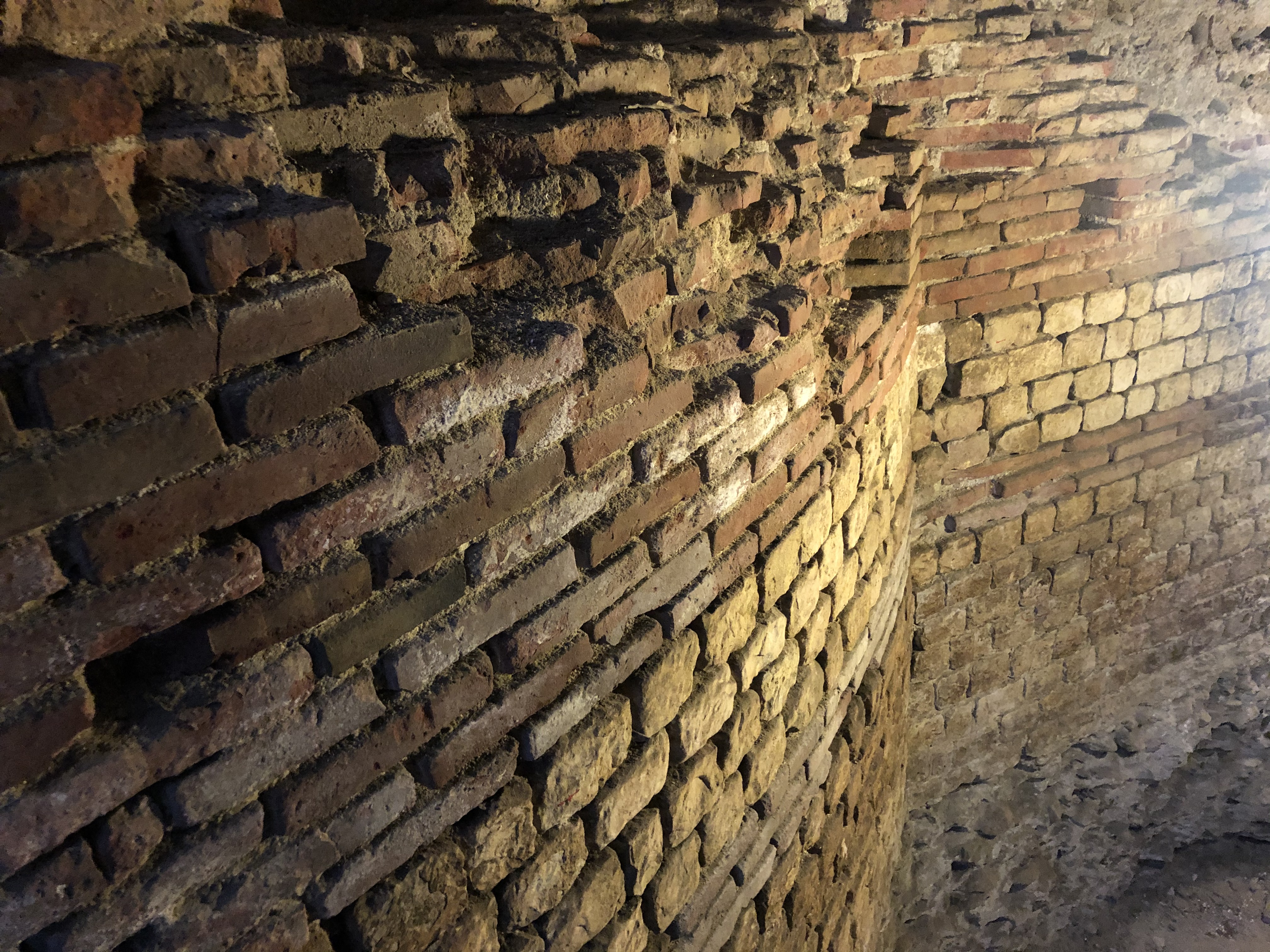
Le rempart du Haut-Empire place St Pierre. L'alternance des différents niveaux architecturaux est bien visible.